# Peter Dokl
Peter Dokl, slovenski biatlonec, * 11. januar 1985, Ljubljana.
Dokl je za Slovenijo nastopil na Zimskih olimpijskih igrah 2010 v Vancouvru, kjer je osvojil 17. mesto v štafeti 4 X 7,5 km, 58. mesto v šprintu na 10 km, 75. mesto na 20 km, tekme v zasledovanju na 12,5 km pa ni dokončal.
Nastopil je tudi na Zimskih olimpijskih igrah 2014 v Sočiju, kjer je z moško štafeto osvojil 6. mesto.